# Eretriai Menedémosz
Eretriai Menedémosz (Kr. e. 350 – Kr. e. 276) görög filozófus.
Az eretriai filozófusiskola alapítója, Kliszthenész fia. Eretriában született. Csak férfikorában kezdett a filozófiával foglalkozni és Athénben Platónt, valamint Sztilpónt hallgatta. Ezután visszatért szülővárosába, és ott saját bölcseletét kezdte tanítani, mígnem hazaárulás gyanúja miatt menekülnie kellett. Művei elvesztek, így filozófiájáról sem tudunk pontos képet alkotni, ókori forrásokból annyi szűrhető le, hogy ő is, mint Szókratész közvetett tanítványa, egynek tartotta az észt, értelmet és belátást az erénnyel. Etikáját Cicero így jellemzi: „quorum omne bonum in mente positum et mentis acie, qua verum cerneretur". Ez egyben iskolája jellemzése is.